# Wysoka Wieś (województwo kujawsko-pomorskie)
Wysoka Wieś (niem. Hochdorf bei Tuchel) – wieś w Polsce, w województwie kujawsko-pomorskim, w powiecie tucholskim, w gminie Tuchola, na Pojezierzu Krajeńskim. Wchodzi w skład sołectwa Mały Mędromierz.
Do 2023 miejscowość była częścią wsi Mały Mędromierz.
W latach 1975–1998 Wysoka Wieś administracyjnie należała do województwa bydgoskiego.